# Una altra dona
Una altra dona (títol original: Another Woman) és una pel·lícula estatunidenca de Woody Allen, estrenada l'any 1988. Ha estat doblada al català.

## Argument
Marion (Gena Rowlands),  a la cinquantena, és professora de filosofia en vacances sabàtiques. Lloga un habitatge de pas per acabar d'escriure amb calma la seva novel·la. Per una boca de ventilació, sorprèn la conversa entre una jove (Mia Farrow) i el seu psicoanalista. Trasbalsada per la desesperació de la jove, Marion decideix  seguir-la, a continuació conèixer-la. Aquesta trobada la portarà a interrogar-se sobre la seva vida i la seva relació amb els altres. 

## Repartiment
- Gena Rowlands: Marion
- Mia Farrow: Hope
- Ian Holm: Ken
- Blythe Danner: Lydia
- Gene Hackman: Larry
- Betty Buckley  : Kathy
- Martha Plimpton: Laura
- John Houseman:[3] el pare de Marion
- Sandy Dennis  : Clara
- David Ogden Stiers: el pare de Marion, de nen
- Philip Bosco: Sam
- Harris Yulin: Paul
- Frances Conroy: Lynn
- Kenneth Welsh  : Donald
- Bruce Jay Friedman: Mark
- Jacques Levy  : Jack
- Kathryn Grody : Cynthia
- Michael Kirby: el psiquiatre

## Premis
- 1988:
- David di Donatello: Nominada al Millor director estranger